# Steekeind

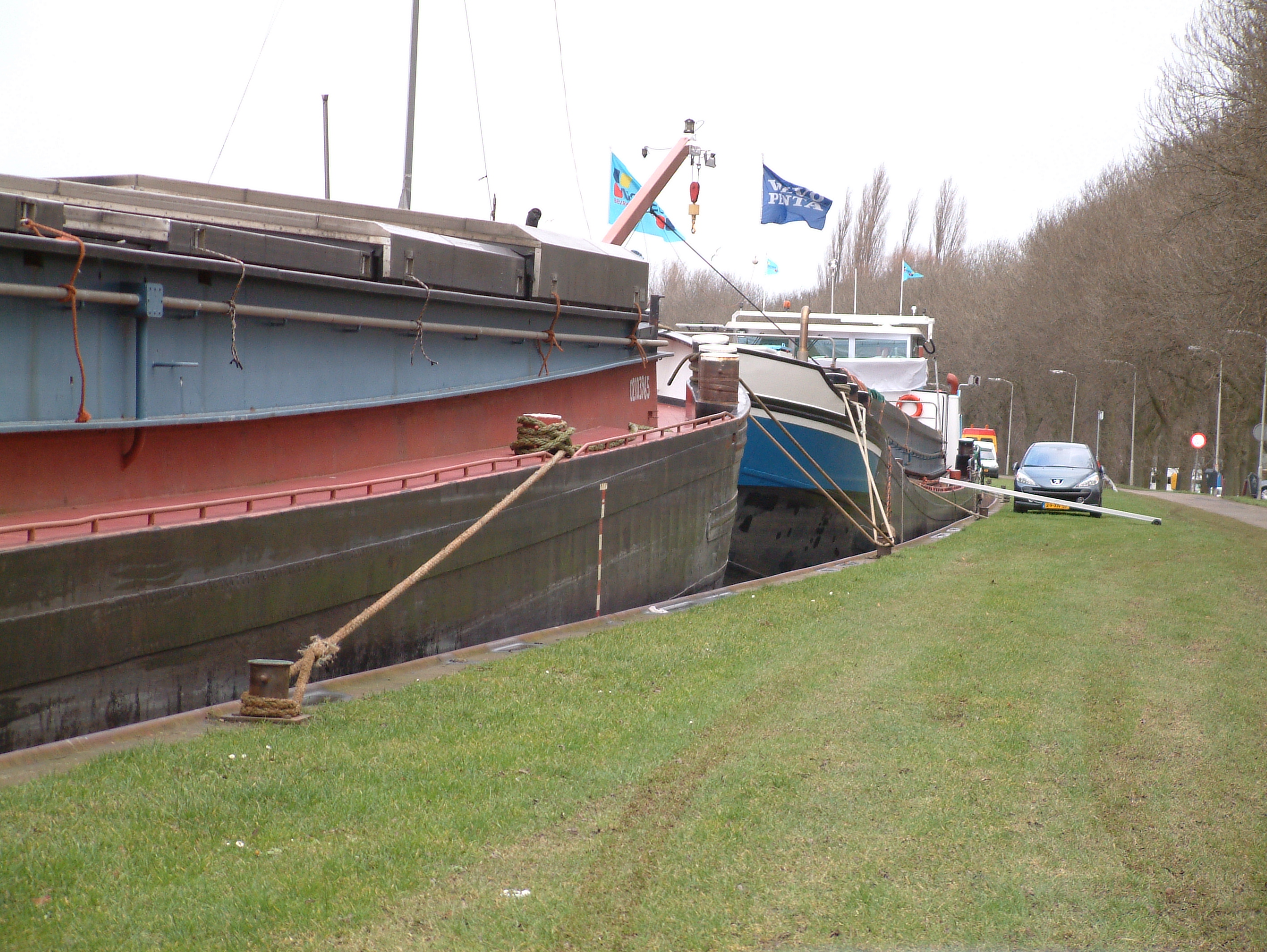
Een steekeind naar achter

Een steekeind is een touw dat verhindert dat een binnenschip een voor- of achterwaartse verplaatsing maakt, als het is afgemeerd. Het voortouw en achtertouw verhinderen de zijwaartse verplaatsing. In de zeevaart en de watersport wordt een steekeind aangeduid met een spring.
Een afgemeerd binnenschip dient naar goed gebruik aan meerpalen, dukdalven of bolders aan de wal te zijn vastgemaakt door middel van een voortouw, een achtertouw en twee steekeinden, één naar voren en één naar achteren.  Daarmee wordt voorkomen dat het schip door de wind of zuiging van passerende schepen van de plaats komt.